# Pheidole fantasia
Pheidole fantasia är en myrart som beskrevs av Chapman 1963. Pheidole fantasia ingår i släktet Pheidole och familjen myror. Inga underarter finns listade i Catalogue of Life.